# Luis Ramirez de Lucena
Luis Ramirez de Lucena (asi 1465 – asi 1530) byl přední španělský šachista, hlavním povoláním katolický kněz. Napsal nejstarší dochovanou tištěnou šachovou knihu, Repetición de amores y arte de Axedrez con CL juegos de partido (Opakování lásky a Umění hry v šachy se sto padesáti problémy), vydanou v Salamance roku 1497. První část této knihy (Opakování lásky) je duchovním pojednáním, které nemá s šachem nic společného. Ve druhé části Lucena přináší analýzu jedenácti šachových zahájení a asi 150 pozic, zčásti vycházejících ze „staré hry“ (šatrandž), zčásti již „nových“, tj. podle pravidel moderního šachu. Právě v Lucenově době totiž docházelo ke střídání těchto dvou variant hry. Dodnes se dochovalo kolem deseti výtisků Lucenovy knihy.

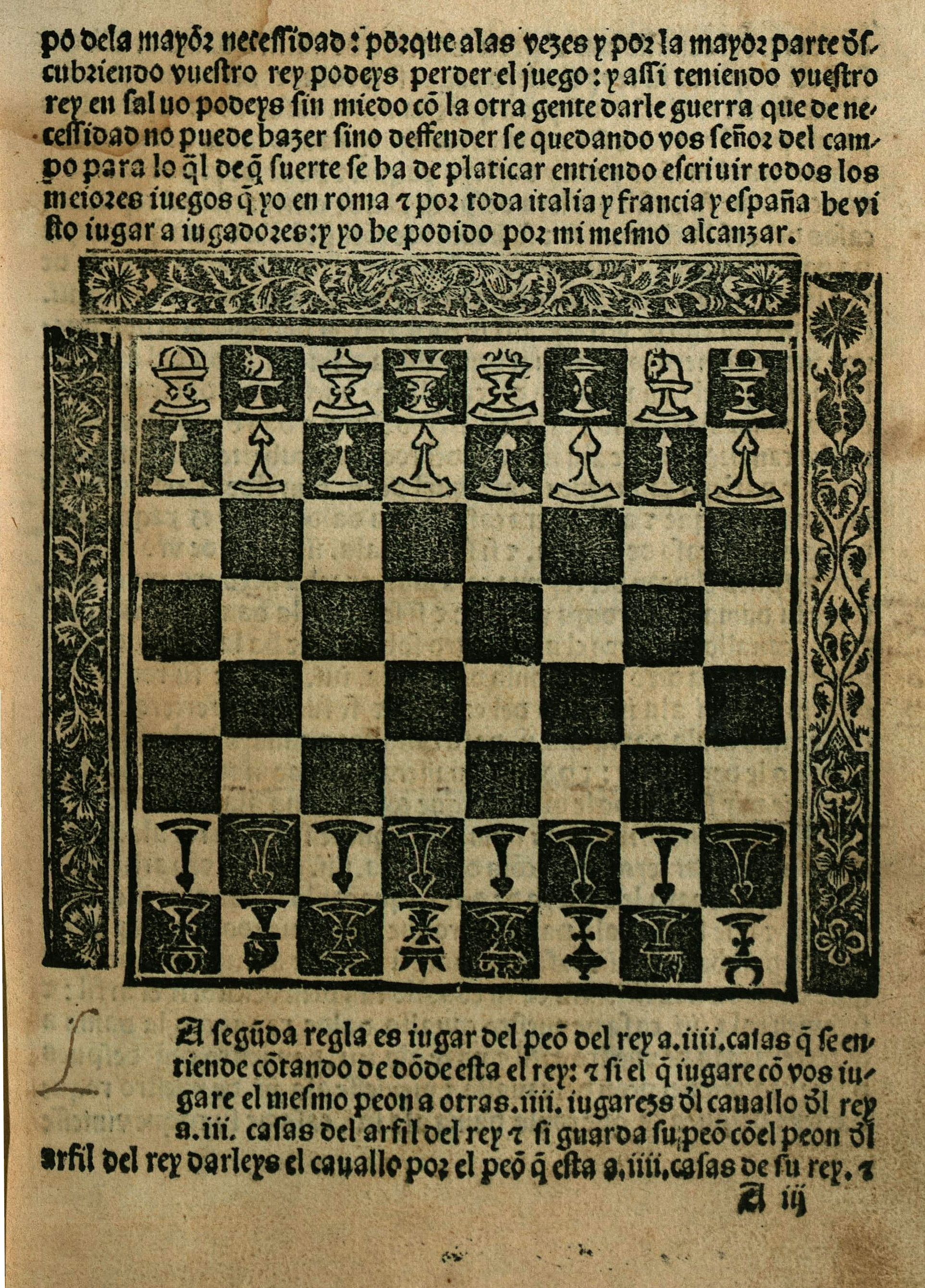
Opakování lásky a Umění hry v šachy se sto padesáti problémy

Lucenovi je připisováno také druhé významné dílo novodobého šachu, tzv. Göttingenský rukopis, který své jméno dostal podle toho, že je uložen v Univerzitní knihovně v Göttingenu.